# American Hustle - L'apparenza inganna
American Hustle - L'apparenza inganna (American Hustle) è un film del 2013 diretto da David O. Russell.
Il film è incentrato su eventi reali e racconta l'operazione Abscam, creata dall'F.B.I. verso la fine degli anni settanta per indagare sulla corruzione dilagante nel Congresso degli Stati Uniti d'America e in altre organizzazioni governative. La pellicola è stata premiata con tre Golden Globe, tre BAFTA e ha ottenuto ben dieci candidature ai Premi Oscar 2014, senza tuttavia vincere nemmeno un premio.

## Trama
Fine anni '70: Irving Rosenfeld e Sydney Prosser sono due truffatori che da un po' di tempo hanno iniziato una relazione e lavorano insieme. Sydney, che inizialmente si presenta come l'aristocratica inglese "Lady Edith Greensly", ha migliorato gli affari di Rosenfeld, il cui impiego è quello del finto intermediario finanziario. Irving ama Sydney, ma esita a lasciare la moglie instabile e istrionica Rosalyn, temendo di perdere il contatto con il figlio adottivo Danny. Rosalyn ricatta costantemente Irving, minacciando di denunciarlo alla polizia in caso lui spinga per il divorzio.
Un giorno, durante un normale affare di prestito, Irving e Edith vengono a loro volta ingannati dall'agente dell'FBI Richie DiMaso, il quale si offre di rilasciarli in cambio della loro collaborazione in quattro arresti di altri truffatori. Richie crede che Sydney sia inglese, ma ha la prova che la sua pretesa di provenienza aristocratica sia in realtà fraudolenta. Sydney promette a Irving di manipolare Richie, prendendo le distanze dallo stesso Irving.
Per mettere in piedi un'operazione Irving costruisce la figura di un ricco sceicco arabo, che ha lo scopo di attrarre gli investitori, dato che ha inoltre un amico che può fingere di recitare questa parte. Un associato di Irving suggerisce un affare che lo sceicco può instaurare con un tale Carmine Polito, sindaco di Camden - New Jersey, che ha lanciato una campagna per rivitalizzare il gioco d'azzardo ad Atlantic City ma fino ad ora ha faticato a raccogliere fondi. Carmine è un buon uomo e sembra avere un sincero desiderio di aiutare l'economia della zona ed i suoi elettori. Per incastrarlo Richie escogita un piano allo scopo di rendere il sindaco Polito bersaglio di una retata, nonostante le obiezioni di Irving, che vista la situazione attuale dell'America ritiene che infangare i politici sia una pessima soluzione, e del capo di Richie, Stoddard Thorsen, che nega i fondi perché non ritiene Carmine un appropriato bersaglio. Tuttavia Sydney aiuta Richie a manipolare una segretaria dell'FBI per effettuare il bonifico non autorizzato da Stoddard di 2000000 $ e quando il capo dello stesso Stoddard, Anthony Amado, viene a conoscenza dell'operazione, elogia l'iniziativa di Richie, facendo pressioni su Stoddard per continuare.
La trattativa con Carmine inizialmente però non ha successo, dato che lui stesso lascia l'incontro quando Richie lo spinge ad accettare una tangente. Irving, costretto da Richie, rincorre Carmine e lo convince che lo sceicco è reale, esprimendo la sua antipatia per Richie e instaurando un rapporto di amicizia con Carmine. A questo punto Richie organizza per Carmine un incontro con lo sceicco, e senza consultare gli altri, assegna di far interpretare il ruolo all'agente dell'FBI messicano-americano Paco Hernandez. Irving ne rimane non poco turbato, dato che il rischio di essere scoperti sarebbe esponenzialmente aumentato. Per l'incontro Carmine porta lo sceicco a una festa in un casinò, spiegando che lì sono presenti dei mafiosi e spiegando che loro sono una parte necessaria per instaurare dei proficui affari. Irving è sorpreso di sapere che il boss della mafia Victor Tellegio, braccio destro di Meyer Lansky, è presente e che vuole incontrare lo sceicco di persona. Durante l'incontro Tellegio spiega loro che per effettuare l'operazione di finanziamento lo sceicco deve diventare un cittadino americano e che Carmine avrebbe dovuto accelerare il processo. Alla fine dell'incontro inoltre Tellegio richiede anche un bonifico di 10000000 $ per dimostrare la legittimità dello sceicco.
Dopo questi eventi Richie confessa a Sydney la sua forte attrazione per lei, attrazione che ha sviluppato durante questo tempo di collaborazione, ma diventa confuso e aggressivo quando, deposto il suo accento inglese, lei ammette di essere in realtà di Albuquerque e non quindi di provenire dall'Inghilterra. Inoltre Rosalyn inizia una relazione con il mafioso Pete Musane, conosciuto alla festa. Ella gli confessa la sua convinzione che Irving stia lavorando con i federali, facendo sì che a Pete vengano dei sospetti, che di conseguenza lo portano a minacciare lo stesso Irving. Lui promette di dimostrare che l'investimento dello sceicco è reale garantendogli un bonifico di 2000000 $. Irving in seguito, indignato, affronta Rosalyn, che ammette di aver fatto riferimento dell'operazione a Pete sentendosi trascurata e ignorata, e promettendo poi di tacere. Ella chiede finalmente il divorzio dopo un'accesa discussione. Irving e Rosalyn così si separano e quest'ultima si prende l'intera custodia di Danny.
Con l'inconsapevole aiuto di Carmine, Richie e Irving registrano i membri del Congresso che ricevono tangenti, incastrandoli. Successivamente Richie attacca Stoddard in una rissa per chiedere i soldi e l'intero piano di un hotel di lusso, che sarebbe destinato per la trattativa e il successivo incastro di Tellegio. In seguito spiega ad Amado di aver bisogno di 10000000 $ per accontentare Tellegio, ma, data l'impossibilità di ottenere una cifra così elevata, appoggia il piano di Irving di effettuare un bonifico di 2000000 $, i quali sarebbero lo stesso bastati ad incastralo. A questo punto il piano può scattare, e un incontro è organizzato presso gli uffici dell'avvocato di Tellegio, Alfonse Simone, ma Tellegio non si presenta. L'operazione sembra un successo, con l'avvocato registrato mentre afferma di effettuare azioni illegali per assicurarsi il favore dei giurati, quali corruzione, intimidazione ed estorsione.
La situazione è ormai grave per Carmine e Irving, impietosito e affezionatosi a lui, gli fa visita per ammettere che tutta l'operazione è in realtà una truffa e che dietro la figura dello sceicco si cela in realtà l'FBI; afferma inoltre di avere un piano per aiutarlo, piano che già escogitava con Sydney tempo prima. Ma Carmine, sentendosi tradito e avvilito, rigetta completamente Irving, cacciandolo via di casa e percuotendolo, e di fatto rompendo la loro amicizia, cosa che perseguiterà poi Irving per il resto della vita. Gli agenti federali informano poi Irving e Richie che sono stati vittima di un inganno, e che i loro 2000000 $ sono scomparsi e mai arrivati a Tellegio. Inoltre hanno ricevuto un'offerta anonima per restituire i soldi in cambio dell'immunità di Irving e Sydney e una pena ridotta per Carmine.
Allo spettatore viene poi spiegato che Alfonse Simone in realtà non era l'avvocato di Tellegio bensì un truffatore che lavorava con Irving e Sydney, i quali avevano messo in piedi un piano per impossessarsi del denaro, allo scopo di ricattare l'FBI. Amado accetta suo malgrado le condizioni, ma la colpa della mancata riuscita dell'operazione viene però attribuita a Richie, il quale viene accusato di aver erroneamente effettuato il bonifico su un conto sbagliato, anche se in realtà è vittima dell'inganno di Irving e Sydney. Richie viene sollevato dall'incarico, e costretto a dimettersi dall'FBI. I membri del Congresso incastrati vengono processati, così come Carmine, che viene condannato a una sentenza mite di 18 mesi di carcere, così come da accordo stabilito. Irving e Sydney si trasferiscono insieme, dando avvio a una nuova vita. I due aprono una galleria d'arte legale, mentre Rosalyn, pur vivendo con Pete, continua a condividere la custodia di Danny con Irving nonostante il divorzio.

## Produzione
Il film si basa su una sceneggiatura scritta da Eric Warren Singer, inizialmente intitolata American Bullshit, inclusa nella Black List del 2010 (una classifica delle 10 migliori sceneggiature non prodotte).
Le riprese hanno avuto luogo principalmente nello stato del Massachusetts, nei dintorni di Boston, e a New York, tra il 18 marzo e il 19 maggio 2013. Nell'aprile 2013 le riprese hanno avuto un periodo di pausa a causa dell'attentato alla maratona di Boston.

## Promozione
Il primo trailer italiano viene diffuso il 1º ottobre 2013 dalla Eagle Pictures.

## Distribuzione
Il film è stato distribuito nelle sale cinematografiche statunitensi dalla Sony Pictures, limitatamente a partire dal 13 dicembre e in vasta scala dal 25 dicembre 2013. La distribuzione in Italia è iniziata il 1º gennaio 2014.

## Colonna sonora
Nella colonna sonora del film è presente la canzone dei titoli di testa di uno dei film di James Bond. Si tratta di Live and Let Die di Paul McCartney dal film Vivi e lascia morire del 1973. Gli altri classici degli anni '70 presenti, sono: Goodbye Yellow Brick Road di Elton John, White Rabbit dei Jefferson Airplane e A Horse with No Name degli America.

## Accoglienza

### Incassi
Il budget è stato di 40 milioni di dollari. Gli incassi negli Stati Uniti hanno superato i 150 milioni di dollari. Complessivamente la pellicola ha incassato oltre 250 milioni nel resto del mondo.

### Critica
American Hustle ha ricevuto il plauso della critica e il cast ha ricevuto elogi per le loro esibizioni, in particolare Christian Bale, Amy Adams, Bradley Cooper e Jennifer Lawrence. Il sito web di aggregazione di recensioni Rotten Tomatoes attribuisce al film una valutazione del 92%, basata su 277 recensioni, con un punteggio medio di 8,2/10. Il consenso critico del sito web recita: "Assolutamente divertente e cast impeccabile, American Hustle compensa i suoi difetti con energia sfrenata e alcune delle direzioni più irrefrenabilmente vibranti di David O. Russell." Metacritic dà un punteggio di 90 su 100, basato su 47 critici, indicando "acclamazione universale".
Christy Lemire ha premiato il film con quattro stelle su quattro, elogiando la regia di David O. Russell e il rapporto tra Irving e Sydney, nonché il ritratto di Rosalyn di Jennifer Lawrence. Scrive: "Nonostante tutta la sua volgarità e la sua grande personalità, American Hustle è uno studio del personaggio al suo interno: un'esplorazione di insoddisfazione e spinta, e le lunghezze a cui siamo disposti ad andare per quella cosa inafferrabile conosciuta come vita migliore". Richard Roeper del Chicago Sun-Times ha dato al film una A +, complimentandosi in particolare con la performance di Bradley Cooper e affermando che American Hustle è stato "il periodo migliore che abbia avuto al cinema tutto l'anno". In seguito lo ha nominato il miglior film dell'anno. Richard Corliss della rivista Time ha scritto: "American Hustle è un'eruzione urbana di divertimento totale - la commedia più nitida ed esaltante degli ultimi anni. Chiunque dica il contrario deve ingannarti".
Peter Debruge di Variety è stato critico nei confronti del film, definendolo "uno scarabocchio tentacolare di un film" e lamentandosi del fatto che le esibizioni improvvisate sopraffanno, invece di aggiungere una trama coerente. Ha anche continuato a scrivere che "ti fa male al cervello - e peggio ancora, travolge il già complicato Abscam che racconta al centro del film".

## Riconoscimenti
- 2014 - Premio Oscar
  - Nomination Miglior film a Charles Roven, Richard Suckle, Megan Ellison e Jonathan Gordon
  - Nomination Miglior regista a David O. Russell
  - Nomination Miglior attore protagonista a Christian Bale
  - Nomination Miglior attrice protagonista a Amy Adams
  - Nomination Miglior attore non protagonista a Bradley Cooper
  - Nomination Miglior attrice non protagonista a Jennifer Lawrence
  - Nomination Miglior sceneggiatura originale a David O. Russell e Eric Warren Singer
  - Nomination Miglior montaggio a Jay Cassidy, Crispin Struthers e Alan Baumgarten
  - Nomination Miglior scenografia a Judy Becker e Heather Loeffler
  - Nomination Migliori costumi a Michael Wilkinson
- 2014 - Golden Globe
  - Miglior film commedia o musicale
  - Miglior attrice in un film commedia o musicale a Amy Adams
  - Miglior attrice non protagonista a Jennifer Lawrence
  - Nomination Miglior regista a David O. Russell
  - Nomination Miglior attore in un film commedia o musicale a Christian Bale
  - Nomination Miglior attore non protagonista a Bradley Cooper
  - Nomination Miglior sceneggiatura a David O. Russell e Eric Warren Singer
- 2014 - Premio BAFTA
  - Miglior attrice non protagonista a Jennifer Lawrence
  - Miglior sceneggiatura originale a David O. Russell e Eric Warren Singer
  - Miglior trucco a Evelyne Noraz e Lori McCoy-Bell
  - Nomination Miglior film
  - Nomination Miglior regista a David O. Russell
  - Nomination Miglior attore protagonista a Christian Bale
  - Nomination Miglior attrice protagonista a Amy Adams
  - Nomination Miglior attore non protagonista a Bradley Cooper
  - Nomination Miglior scenografia a Judy Becker e Heather Loeffler
  - Nomination Migliori costumi a Michael Wilkinson
- 2014 - Screen Actors Guild Awards
  - Miglior cast
  - Nomination Miglior attrice non protagonista a Jennifer Lawrence
- 2014 - Critics' Choice Movie Awards
  - Miglior cast corale
  - Miglior film commedia
  - Miglior attrice in un film commedia a Amy Adams
  - Miglior trucco
  - Nomination Miglior film
  - Nomination Miglior regia a David O. Russell
  - Nomination Miglior attore protagonista a Christian Bale
  - Nomination Miglior attore non protagonista a Bradley Cooper
  - Nomination Miglior attrice non protagonista a Jennifer Lawrence
  - Nomination Miglior sceneggiatura originale a David O. Russell e Eric Warren Singer
  - Nomination Miglior attore in un film commedia a Christian Bale
  - Nomination Miglior montaggio a Alan Baumgarten, Jay Cassidy e Crispin Struthers
  - Nomination Migliori costumi a Michael Wilkinson
- 2014 - Satellite Awards
  - Miglior sceneggiatura originale a David O. Russell e Eric Warren Singer
  - Miglior montaggio a Crispin Struthers e Jay Cassidy
  - Nomination Miglior film
  - Nomination Miglior regista a David O. Russell
  - Nomination Miglior attore a Christian Bale
  - Nomination Miglior attrice a Amy Adams
  - Nomination Miglior attore non protagonista a Bradley Cooper
  - Nomination Miglior attrice non protagonista a Jennifer Lawrence
- 2014 - MTV Movie Awards
  - Nomination Miglior film
  - Nomination Miglior performance maschile a Bradley Cooper
  - Nomination Miglior performance femminile a Amy Adams
  - Nomination Miglior coppia a Christian Bale e Amy Adams
  - Nomination Miglior momento musicale a Jennifer Lawrence
  - Nomination Miglior trasformazione sullo schermo a Christian Bale
  - Nomination Miglior cameo a Robert De Niro
- 2014 - David di Donatello
  - Nomination Miglior film straniero a David O. Russell